# The Remix Album (album Cascady)
The Remix Album – pierwsza kompilacja niemieckiego zespołu Cascada. Album ten wydano po raz pierwszy 18 grudnia 2006 roku, a w Stanach Zjednoczonych 22 maja 2007 roku. Zawiera remiksy znanych utworów z pierwszej płyty Cascady Everytime We Touch.

## Lista piosenek
1. "Ready for Love (club mix)"
2. "Love Again (club mix)"
3. "Can't Stop the Rain (club mix)"
4. "Miracle (USA club mix)"
5. "One More Night (Dan Winter remix)"
6. "Ready for Love (ItaloBrothers New Vox mix)"
7. "A Neverending Dream (Ivan Fillini remix)"
8. "Love Again (Rob Mayth remix)"
9. "Wouldn't It Be Good (club mix)"
10. "One More Night (club mix)"
11. "Can't Stop the Rain (Mainfield Hardspace remix)"
12. "Ready for Love (Klubbingman remix)"
13. "Miracle (Alex M. remix)"
14. "Kids in America (Album mix)"